# COROT-2
COROT-2 – młoda gwiazda typu widmowego G7V położona w gwiazdozbiorze Orła, na orbicie, której satelita COROT odkrył w 2007 roku planetę pozasłoneczną.
COROT-2 jest żółtym karłem niewiele mniejszym od Słońca, oddalonym o około 1000 lat świetlnych od Ziemi. Gwiazda ta liczy około 500 milionów lat i przypomina Słońce we wcześniejszym stadium rozwoju. Jej obserwowana jasność wynosi 12,568m.
Planeta COROT-2b jest gorącym jowiszem, ma masę ponad trzykrotnie większą niż Jowisz. Obiega swą macierzystą gwiazdę po bardzo ciasnej orbicie o okresie zaledwie 1,743 dnia.